# Choi Ara
Choi Ara (en coréen : 최아라), née le 14 janvier 1993 à Séoul, est une actrice et mannequin coréenne connue pour avoir incarné Jo Eun, l'un des rôles principaux de la saison 2 de la série télévisée Hello, My Twenties.
Elle a étudié à l'université Sungkyunkwan dans le département Arts de la Scène. Elle est représentée par l'agence Al Company.

## Filmographie
- 2017 : Hello My Twenties : Jo Eun (saison 2)

## Mannequinat
- Collection Séoul Philip Rim, Richard Nicole, Steve J. Ann et Jonipin Model
- Magazine Vogue, BAZAAR, Borggirl, Elle Fille, Marie Claire, Modèle Nylon
- Collection Séoul Miss Collection, Carl Lee Suk Tae, modèle Studio K
- Collection Séoul Johnny Heights Jazz, Lewis, Paul & Alice, modèle bandaliste
- Collection Séoul Kumano Eun-hwan, modèle Mombaiya
- Défilé Louis Vuitton, Ermano Equipment No, modèle Escada
- Défilés Bali, modèles DKNY, Leonard, Marc by Jacobs